# Isokon Long Chair

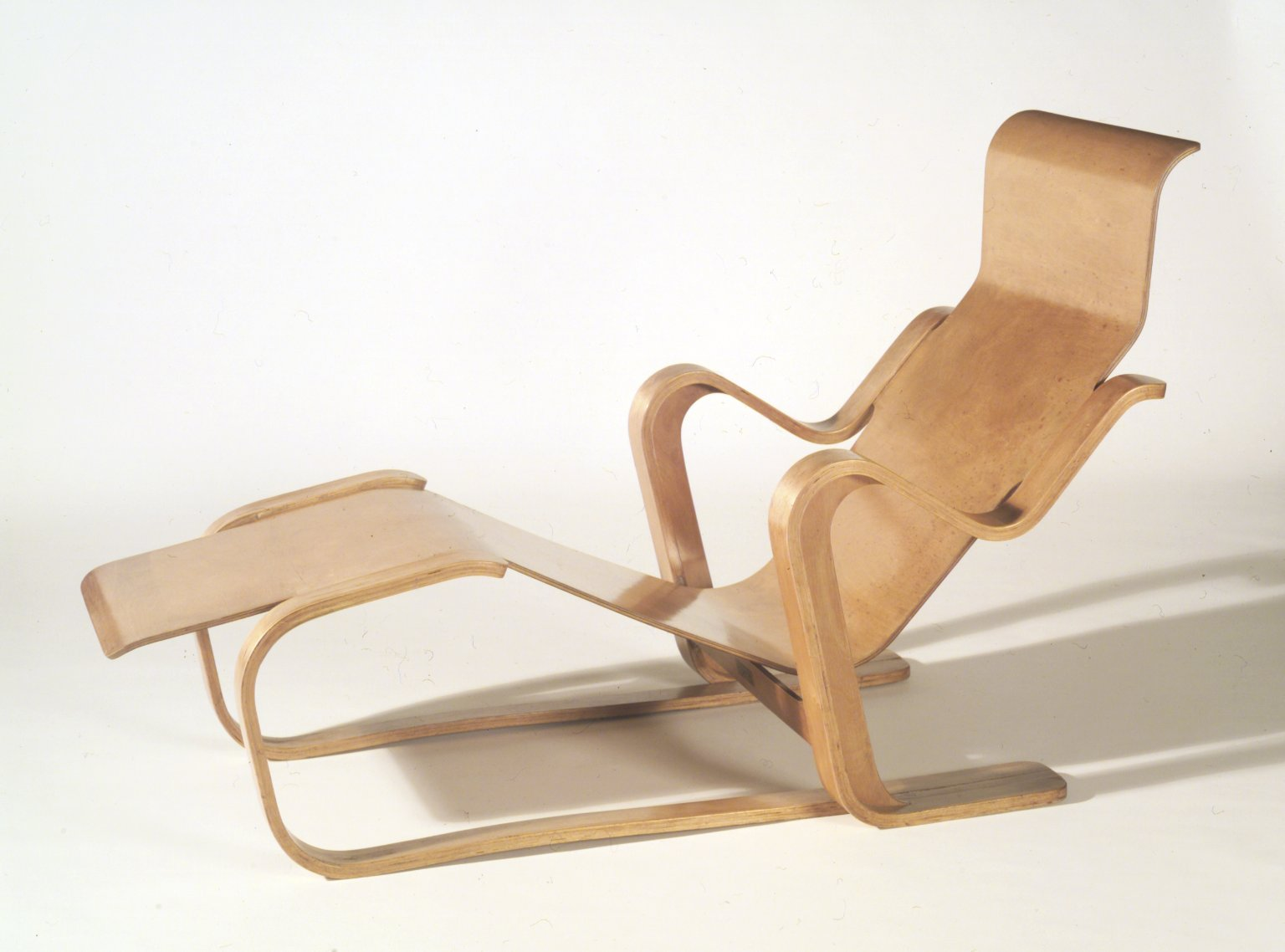
Marcel Breuer. Long Chair, ca. 1935-1936. Brooklyn Museum.

La Isokon Long Chair (chaise longue Isokon) est une chaise conçue par Marcel Breuer pour la société Isokon en 1935-36. La chaise est considérée comme l'un des meubles les plus importants issus du mouvement moderne de l'entre-deux-guerres et elle fait partie des collections permanentes de plusieurs musées de renommée internationale, dont le Victoria and Albert Museum.
Breuer est arrivé en Grande-Bretagne au milieu des années 1930, à la suite de la fermeture du Bauhaus par les nazis. Il fait la connaissance de Jack Pritchard, le propriétaire d'Isokon, qui lui propose de concevoir des meubles pour l'entreprise. Pritchard s'était intéressé aux créations en contreplaqué d'Alvar Aalto et souhaitait produire lui-même des meubles similaires. La chaise longue était une adaptation d'un modèle précédent pour une chaise avec cadre en aluminium que Breuer avait produite en 1932.
Prichard travaillait alors pour Venesta, entreprise associée à A. M. Luther, basé à Tallinn en Estonie. La Short Chair et la Long Chair sont fabriquées par Luther.